# Empoasca ussurica
Empoasca ussurica är en insektsart som beskrevs av Vilbaste 1968. Empoasca ussurica ingår i släktet Empoasca och familjen dvärgstritar. Inga underarter finns listade i Catalogue of Life.